# 微小変化群
微小変化群（びしょうへんかぐん、英: Minimal change disease）とはネフローゼ症候群を生じる腎臓疾患の一つ。リポイドネフローゼ（英: lipoid nephrosis）とも言われる。

## 疫学
- 若年者に多い。小児ネフローゼの多くを占める。
- 30代での発症も多く、80代の発症も報告されている。

## おもな症状
- 全身倦怠感、食欲不振、体重増、浮腫、多尿（初期）。
- 多くの場合ネフローゼ症候群をきたす。微量の血尿を伴う場合もある。

## 検査
- 尿検査 尿蛋白陽性。

尿蛋白の種類はアルブミンが多い。
尿蛋白選択性は高い（「尿蛋白選択性が良い」とも言う）〜大分子の蛋白が尿中に排泄されない
- 腎生検 
  - 光学顕微鏡：殆ど変化が見られない。
  - 電子顕微鏡：基底膜上皮細胞の足突起が癒合している。
  - 基本的に補体や抗体の沈着は認められないが、糸球体にC1qが反応する場合はある

## 治療
- 入院、安静臥床。
- 副腎皮質ホルモン剤（ステロイド）が良く効くことが多い。
- ステロイドは0.8〜1.0mg/kg/日を投与し、寛解後は2週間から4週間毎に減量する。
- 食事療法…蛋白質制限および塩分制限。塩分は1日3g〜5g、摂取カロリーは35kcal/kg/日。

（但し寛解後の食事制限は無い。腎臓食=常食になる）

## 再発
- 個人差はあるが、ストレスや疲労、日焼けや風邪をひく事で再発する場合がある。
- 寛解後5年間は再発リスクが高い。
- ステロイド投与による寛解誘導時に再発した場合ステロイド量は40mg前後まで増量する。
- 寛解後10年経過した後でも再発の事例がある。

## 関連
- 腎臓学

11歳9カ月で発症。プレドニン服用で改善。その後再発を繰り返していたが、20歳以降再発みられず。49歳2カ月にて浮腫、体重増加が出現。尿蛋白+++〜++++等微小変化群の疑いにて検査中です。